# Lady Octopus
Lady Octopus (cuyo verdadero nombre es Carolyn Trainer y también conocida como Doctor Octopus II) es una supervillana en Marvel Comics. El personaje es representado como un protegido de su predecesor del nombre y principalmente un enemigo de Spider-Man y Araña Escarlata (Ben Reilly).

## Historial de publicaciones
La primera aparición de Lady Octopus fue en Amazing Spider-Man # 406 (octubre de 1995) y fue creada por J.M. DeMatteis y Ángel Medina.

## Biografía del personaje ficticio
Carolyn Trainer es la hija de Seward Trainer que fue estudiante del Doctor Octopus. Después de que el Doctor Octopus fuera asesinado por Kaine durante la Saga del Clon, Carolyn reemplazó al maestro que adoraba.
Obtuvo un conjunto de cuatro tentáculos idénticos a los de Octavius e hizo uso de un campo de fuerza personal que impedía que nada la golpeara. Sin embargo, sus tentáculos podrían arremeter contra el escudo en cualquier momento durante su uso. Ella tomó el nombre de "Doctor Octopus" en honor a su amado instructor y comenzó una campaña para robar la investigación de su padre en la fusión de la realidad y la realidad virtual.
Cuando descubrió que su padre estaba siendo protegido por Araña Escarlata, se puso celosa de la relación padre-hijo entre él y su padre. Intentó pero no logró chantajearla para obtener los datos de Trainer robando un suero que podría curar a Mary Jane Watson seriamente enferma, lo que resultó en que Spider-Man la golpeara fuertemente y revelara que estaba trabajando para el misterioso Maestro Programador.
Carolyn continuó sus esfuerzos para fusionar la realidad y realidad virtual, terminando en una guerra tecnológica de pandillas contra el Sr. Tso y su jefe Alistair Smythe con la Araña Escarlata en el medio de ella. Ella contrató al despojador, anulación y Aura, y el Pro para ayudarla en este, así como Stunner (amante de Octavius), y con el tiempo conseguido de derrotar a Smythe y la obtención de la tecnología que necesitaba antes de la Araña Escarlata su frustrado.
El Maestro Programador se reveló como una copia digitalizada de la mente del Doctor Octopus y el plan general de Carolyn había sido permitir al Maestro Programador existir en el mundo real, resucitando efectivamente al Doctor Octopus original. Esto se frustró, ella intentó reclamar el cuerpo en estado de coma de su padre y finalmente fue capturado por la policía.
Más tarde, ella estuvo involucrada en la resurrección del Doctor Octopus. El grupo de culto conocido como La Mano, que trabaja para la Rosa, desenterró el cadáver de Octavius y lo trajo de vuelta de entre los muertos, aunque con grandes lagunas mentales. Carolyn le inyectó todos los datos del Maestro Programador y le devolvió los tentáculos. Ella se unió a él como asistente y se desvaneció en el fondo.
Lady Octopus hizo una pequeña aparición en Secret War como Lady Octopus para distinguirla de su mentor. Lucia von Bardas y Tinkerer le dieron una nueva armadura. Ella y Hobgoblin V fueron enviados a asesinar al Capitán América, pero fueron derrotados. Se reagruparon en un muelle donde esperaba un pequeño ejército de clientes de Tinkerer (compuesto por Boomerang, Constrictor, Dinamo Carmesí IX, Crossfire, Anguila II, Goldbug, Segador, Rey Cobra, Mentallo, Quemador, Escorpión, Shocker, Spider Slayer XIX, Trapster y Mago). Lady Octopus luchó contra Spider-Man y el Capitán América cuando los Cuatro Fantásticos se unieron a la batalla. En ese momento, Lucia von Bardas activó los dispositivos en los trajes de los villanos uniéndolos a una bomba gigante. Después de que Daisy Johnson desactivara a von Bardas, Lady Octopus y los otros villanos manipulados, Lucia von Bardas, fueron hospitalizados con lesiones graves.
Lady Octopus ha sido contratada por Walter Declun (un exmiembro de Control de Daños) para ayudar a Hombre Absorbente, Hydro-Man, Alcaudón Asesino, un Mandroide, Puercoespín II y Rock para defenderlo de Pantera Negra y los Cuatro Fantásticos después de que descubrieron su trama para desestabilizar a todos en Wakanda, en nombre del Doctor Doom. Walter Declun también mejoró su equipo tecnológico para realizar el trabajo.
Lady Octopus fue vista poco después del Asedio de Asgard cuando se enfureció en Nueva York solo para ser derrotada por Pájaro Burlón y Ronin.
Durante la historia de "Hunted", Lady Octopus es uno de los superhumanos con temas de animales que son capturados por Taskmaster y Black Ant de la gran cacería de Kraven el Cazador que está patrocinado por Arcade de la empresa Industrias Arcade.
Lady Octopus aparece como miembro de una encarnación femenina del Sindicato Siniestro. Ella le pregunta a Francine Frye si está familiarizada con el concepto de macrobiótica. Carolyn luego le mencionó a Janice Lincoln sobre el correo electrónico sobre el refrigerador donde hay productos lácteos en el interior donde estaba planeando una noche de hamburguesa con queso vegana orgánica el viernes. El Sindicato Siniestro comienza su misión donde atacan el edificio F.E.A.S.T. en el que Boomerang se ofrece como voluntario. Escarabajo lidera el Sindicato Siniestro para atacar a Boomerang. Boomerang declaró que él fue quien se le ocurrió el nombre del Siniestro Sindicato. Lady Octopus declaró que dejaron caer la parte "Siniestra" del nombre del Sindicato Siniestro. Después de poner a la tía May a salvo, Peter Parker se transforma en Spider-Man y ayuda a Boomerang a luchar contra el Sindicato. El Sindicato comienza a formarse hasta que Spider-Man desencadena accidentalmente el gaserang de Boomerang que noquea a Spider-Man lo suficiente como para que el Sindicato huya con Boomerang. Cuando Escarabajo regresa al cuartel general, Lady Octopus está presente cuando el alcalde Wilson Fisk trae toda la fuerza de la ciudad de Nueva York a su cuartel general exigiendo que le entreguen a Boomerang. El Sindicato luego ayuda a Spider-Man contra las fuerzas del alcalde Fisk. Después de que Spider-Man evacua a Boomerang, el Sindicato lucha contra las fuerzas del alcalde Fisk sin matarlos. El Sindicato es derrotado y arrestado por la policía. Su transporte es atacado por un asaltante desconocido que los libera.

## Poderes y habilidades
Lady Octopus no tiene habilidades sobrehumanas. El arnés que usa puede actuar como una extensión de su propio cuerpo y puede elevar mucho más que su cuerpo humano, siempre que se abrace adecuadamente con otros tentáculos. El tiempo de reacción de estos "tentáculos" es superhumanamente rápido. Los tentáculos también le permiten atravesar terrenos muy difíciles y cubrir el terreno a velocidades similares a las de un automóvil. Los tentáculos también están armados con láser.
A través de los tentáculos, Lady Octopus parece capaz de interactuar con sistemas informáticos adecuadamente equipados e ingresar telepáticamente a las interfaces de realidad virtual.
El campo de fuerza que el arnés proyectaba sobre su cuerpo era resistente a la fuerza conmocionante más traumática y al ataque con armas convencionales. El punto débil del campo de fuerza está alrededor de los propios tentáculos, algo de lo que Araña Escarlata se aprovechó con su banda de impacto.
Aparte de su arnés, Lady Octopus era muy instruida en la ciencia de la robótica, la tecnología de la información, la física aplicada y la ingeniería mecánica.

## Otras versiones

### MC2
Una versión de ella en la serie alternativa de MC2, Spider-Girl regresó a la supervillana y años después de la muerte de Otto Octavius, inicialmente reclamando el título de 'Doctor Octopus'. Con la intención de crear soldados mutantes para la mafia, Carolyn Trainer convirtió brevemente a John Jameson en el Hombre Lobo, antes de vencer a Spider-Girl en una batalla campal. Más tarde, liberó al jefe criminal Canis de la prisión con la esperanza de unirse para hacerse cargo del inframundo criminal y oponerse a la Tarántula Negra; Resultó que estaba trabajando para la Tarántula, lo que provocó la caída de Canis. Spider-Girl luchó contra ella una vez más y finalmente la derribó.

## En otros medios

### Televisión
Lady Octopus aparece en la segunda temporada de Spider-Man, episodio, "Between a Ock and a Hard Place", con la voz de Kari Wahlgren. En esta versión, tiene un doctorado en electrónica y pirateó las computadoras para que falsificara sus antecedentes penales y estuviera en la celda contigua al Doctor Octopus en el sótano. El Doctor Octopus manipuló a Carolyn en su alias de Lady Octopus para obtener algunos cristales para su versión modificada de Neuro Cortex para mejorar su mente y le dio a Spider-Man un momento difícil con sus Octobots. Después de que Spider-Man la acorraló en un restaurante de mariscos junto a una ferretería, Lady Octopus alcanzó a Spider-Man, donde escuchó que el Doctor Octopus la usó y ataca. Con Miles Morales, Gwen Stacy y Anya Corazon comienza a luchar mentalmente, Spider-Man trabaja con Lady Octopus para luchar físicamente contra el Doctor Octopus. Con la pelea resultante colocando al Doctor Octopus en coma, Spider-Man admite que Lady Octopus hizo un terrible supervillano cuando la policía comienza a llegar a Horizon High. Después de que Spider-Man le dijo que no diera su segunda oportunidad como lo hizo el Doctor Octopus, Carolyn descarta su arnés de tentáculos.

### Videojuegos
- Lady Octopus aparece en una imagen teaser para la segunda Temporada de Marvel: Avengers Alliance donde parodia la portada de X-Men # 141 (el tema de apertura de la historia de Days of Future Past).[22] En el Capítulo 9 como parte de la quinta misión, Lady Octopus es encontrada muerta junto a Hombre tigre sin brazos y Shockwave donde los tres terminan siendo víctimas del Círculo de los Ocho.
- Una exclusiva versión femenina de Marvel 2099 de Doctor Octopus aparece como un personaje principal en Spider-Man: Shattered Dimensions.[23] La Dra. Serena Patel (con la voz de Tara Strong) es la científica jefe de la División de Sombras de Alchemax, dedicada a la creación de super armas peligrosas y experimentos retorcidos. Serena crea un traje de batalla con seis brazos mecánicos de alta tecnología y se otorga el título de "Doctor Octopus" por su ídolo, el Dr. Otto Octavius. Patel también usa su genio para crear un nuevo Hobgoblin con la tecnología de Alchemax y manipular el Escorpión (Kron Stone) para ayudarla. Después de derrotar a Hobgoblin y Scorpion, el Doctor Octopus encuentra un fragmento de la Tabla de Orden y Caos y se vuelve loco con poder. Luego construye un Reactor de Materia Condensada accionado por el fragmento para causar estragos y dominar el mundo. Encontrado por Spider-Man, ataca a Spider-Man y escapa al iniciar la secuencia de autodestrucción. Spider-Man escapa de la explosión y encuentra a Patel en el Reactor de materia condensada. El Doctor Octopus termina desatando algunas criaturas extrañas empuñando una copia de sus tentáculos en Spider-Man mientras se mueve para cerrar los 4 núcleos del reactor. Después de cerrar los núcleos del reactor, Spider-Man confronta a Serena en el reactor. Patel finalmente es derrotado por Spider-Man, reclamando el fragmento de la tableta de ella. En los créditos, se le muestra con su máscara levantando versiones infantiles de Hobgoblin y Escorpión.